# Alberto Savino
Alberto Savino (Pompei, 1º settembre 1973) è un allenatore di calcio ed ex calciatore italiano, attuale selezionatore della Rappresentativa Campania Under 19.

## Carriera

### Giocatore

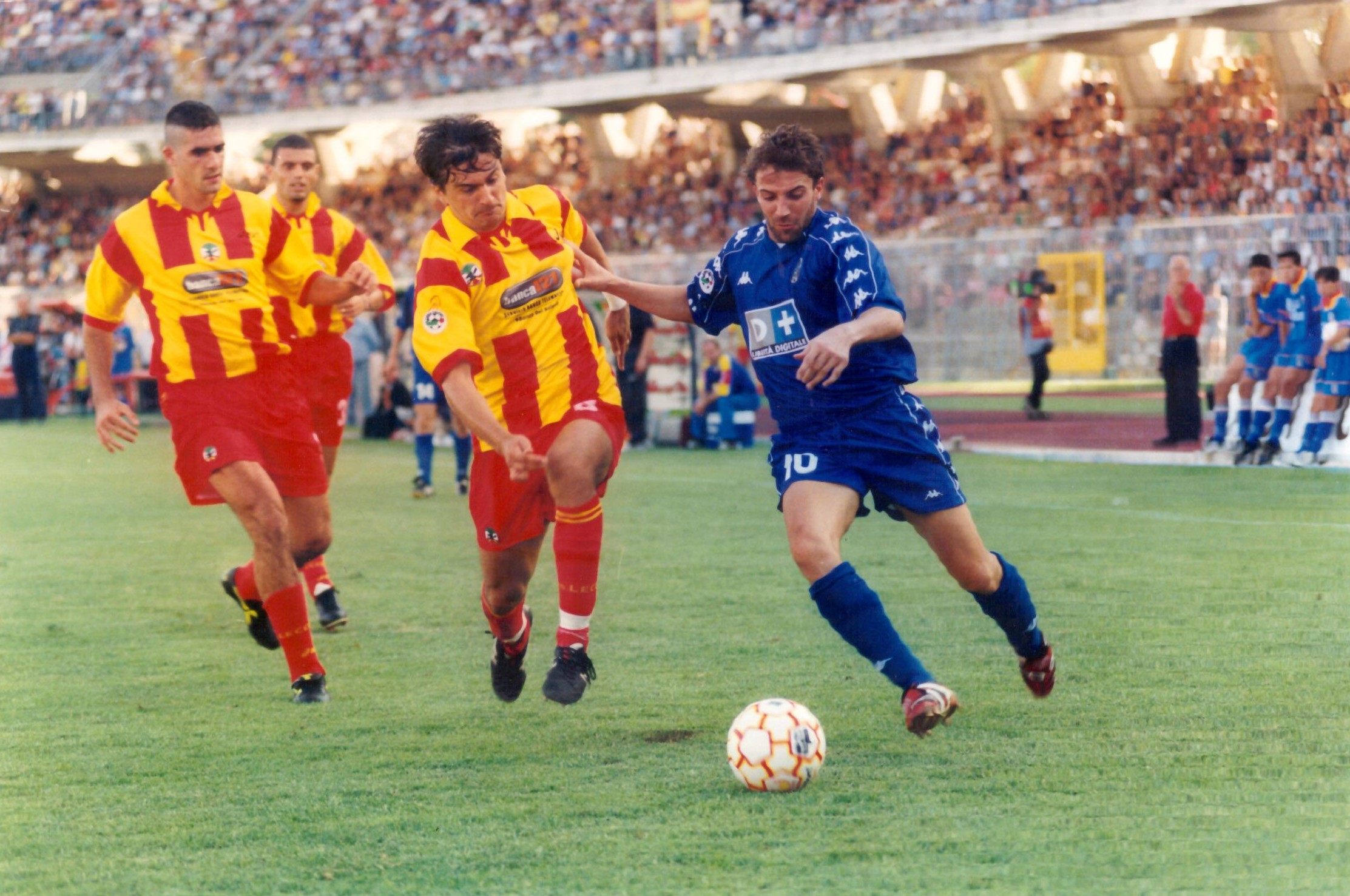
Savino in uno scontro di gioco con Del Piero

Cresciuto nelle giovanili del Savoia, squadra di Torre Annunziata, passa nell'estate del 1990 all'Ercolano, con cui colleziona 21 presenze in Serie D.
L'anno successivo firma con la Turris, ma con i corallini non disputerà alcuna gara ufficiale.
Nell'estate del 1992, torna al Savoia, con cui giocherà per tre stagioni, totalizzando 67 presenze in Serie C2.
Nell'estate del 1995 si trasferisce al Brescia, non riuscendo ad esprimersi al meglio agli ordini di mister Mircea Lucescu: esordisce il 10 settembre 1995, sostituendo Giandomenico Costi al 31'. Apprezzato dal subentrante tecnico Edoardo Reja, colleziona 16 presenze fino al termine della stagione.
L'anno successivo Alberto Savino riesce a trovare continuità e titolarità nella formazione lombarda, che annovera in organico campioni come Andrea Pirlo e Cristiano Doni, vincendo il campionato di Serie B.
Dopo due anni tra i cadetti, esordisce in Serie A, contro l'Inter, il 31 agosto 1997. Questa gara viene ricordata per l'esordio di Ronaldo in maglia nerazzurra: Savino marca ''Il Fenomeno'', riuscendo a non farlo andare in gol, nonostante la sconfitta del Brescia per due reti a una.
Sigla il primo gol in massima serie contro la Juventus, pareggiando l'iniziale rete di Filippo Inzaghi e regalando alla squadra il definitivo pareggio. La stagione vede tuttavia il Brescia retrocedere, chiudendo il campionato al quindicesimo posto in classifica.
Dopo un settimo posto in serie B con le rondinelle, nel 1999 passa al Lecce, con cui disputa tre campionati in Serie A. In Salento colleziona 84 presenze e 2 gol, entrambi contro il Milan nelle stagioni 1999-2000 e 2000-2001.
Nel 2002 partecipa ad una tournée negli USA con il Milan, disputando 3 amichevoli.
Dopo il Lecce, veste anche le maglie di Napoli e Ternana. Realizza l'unico gol in maglia azzurra contro il Cittadella, in una partita storica che segna la rinascita del Napoli dell'era De Laurentiis, alla presenza di 55.000 spettatori.
Nel gennaio del 2005 passa al Venezia, giocando appena due gare. Decide così di tornare al Savoia, in Serie D, poi al Pavia.
Nel dicembre 2007 firma un contratto con la Scafatese, prima di passare nella stagione successiva al Gallipoli, conquistando una storica promozione in Serie B e totalizzando sei apparizioni ufficiali.
Nel gennaio del 2010 viene tesserato dal Matera, squadra militante nel campionato di Serie D, con cui vince la Coppa Italia di Serie D 2009-2010 e conquista la promozione in Serie C2. 
Chiude la carriera da calciatore nel 2011, dopo oltre 300 presenze tra i professionisti, indossando la maglia del Nola.

### Allenatore
A gennaio 2011, dopo aver svolto per alcuni mesi il doppio ruolo di calciatore e allenatore per il Nola, sostituisce sulla panchina dell'Ercolano il tecnico Vincenzo Onorato, dimessosi dopo la crisi finanziaria della società vesuviana.
Debutta da allenatore granata nel febbraio del 2011, ma la sua esperienza durerà appena un mese. Dopo un anno di inattività, nell'estate del 2013, assume la guida dell'Isernia, società militante in Serie D. 
Nella stagione successiva, firma per il Real Monterosi, club iscritto al campionato di Eccellenza.
Nell'agosto 2015 fonda l'A.S.D. Savino Soccer, scuola calcio con sede nel comune di Torre del Greco.
A settembre 2019 inizia la sua avventura come tecnico delle giovanili della Società Sportiva Turris Calcio, guidando la formazione Primavera nella stagione 2020/2021.
Nel dicembre del 2022 viene scelto come selezionatore della Rappresentativa Campania Under 19.

## Statistiche

### Presenze e reti nei club
| Stagione        | Squadra         | Campionato      | Campionato | Campionato | Coppe Nazionali | Coppe Nazionali | Coppe Nazionali | Totale | Totale |
| Stagione        | Squadra         | Comp            | Pres       | Reti       | Comp            | Pres            | Reti            | Pres   | Reti   |
| --------------- | --------------- | --------------- | ---------- | ---------- | --------------- | --------------- | --------------- | ------ | ------ |
| 1989-1990       | Savoia          | D               | 0          | 0          | -               |                 |                 | 0      | 0      |
| 1990-1991       | Ercolanese      | D               | 21         | 0          | -               | -               | -               | 21     | 0      |
| 1991-1992       | Turris          | C2              | 0          | 0          | -               | -               | -               | 0      | 0      |
| 1992-1993       | Savoia          | C2              | 5          | 0          | -               | -               | -               | 5      | 0      |
| 1993-1994       | Savoia          | C2              | 29         | 0          | -               | -               | -               | 29     | 0      |
| 1994-1995       | Savoia          | C2              | 33+3       | 1          | -               | -               | -               | 36     | 1      |
| 1995-1996       | Brescia         | B               | 16         | 0          | -               | -               | -               | 16     | 0      |
| 1996-1997       | Brescia         | B               | 27         | 0          | CI              | 1               | 0               | 28     | 0      |
| 1997-1998       | Brescia         | A               | 29         | 1          | CI              | 1               | 0               | 30     | 1      |
| 1998-1999       | Brescia         | B               | 35         | 1          | CI              | 2               | 0               | 37     | 1      |
| Totale Brescia  | Totale Brescia  | Totale Brescia  | 107        | 2          |                 |                 |                 | 111    | 2      |
| 1999-2000       | Lecce           | A               | 31         | 1          | CI              | 6               | 0               | 37     | 1      |
| 2000-2001       | Lecce           | A               | 31         | 1          | CI              | 4               | 0               | 35     | 0      |
| 2001-2002       | Lecce           | A               | 23         | 0          | CI              | 1               | 0               | 24     | 0      |
| 2002-2003       | Lecce           | B               | 8          | 0          | CI              | 3               | 0               | 11     | 0      |
| gen.-giu. 2003  | Napoli          | B               | 14         | 0          | -               | -               | -               | 14     | 0      |
| giu.-set.2003   | Milan           | A               | 0          | 0          | -               | -               | -               | 0      | 0      |
| set.-dic. 2003  | Lecce           | A               | 1          | 0          | -               | -               | -               | 1      | 0      |
| Totale Lecce    | Totale Lecce    | Totale Lecce    | 94         | 2          |                 |                 |                 | 108    | 2      |
| 2003-dic. 2004  | Ternana         | B               | 12         | 0          | -               | -               | -               | 12     | 0      |
| giu.-dic. 2004  | Napoli          | C1              | 7          | 1          | -               | -               | -               | 7      | 1      |
| Totale Napoli   | Totale Napoli   | Totale Napoli   | 21         | 1          |                 |                 |                 | 21     | 1      |
| gen.-giu. 2005  | Venezia         | B               | 2          | 0          | -               | -               | -               | 2      | 0      |
| 2005-2006       | Savoia          | D               | 25         | 1          | -               | -               | -               | 25     | 1      |
| Totale Savoia   | Totale Savoia   | Totale Savoia   | 92         | 2          |                 |                 |                 | 95     | 2      |
| gen.-giu. 2007  | Pavia           | C1              | 9          | 0          | -               | -               | -               | 9      | 0      |
| 2007-2008       | Scafatese       | C2              | 11+2       | 0          | -               | -               | -               | 13     | 0      |
| 2008-2009       | Gallipoli       | C1              | 6          | 0          | -               | -               | -               | 6      | 0      |
| 2009-2010       | Matera          | D               | 14         | 0          | -               | -               | -               | 14     | 0      |
| 2010-2011       | Nola            | D               | 6          | 0          | -               | -               | -               | 6      | 0      |
| Totale carriera | Totale carriera | Totale carriera | 395        | 7          |                 | 18              | 0               | 418    | 7      |

## Palmarès

### Giocatore

#### Competizioni nazionali
- Campionato Interregionale: 1

Savoia: 1989-1990
- Serie C2: 1

Savoia: 1994-1995
- Serie B: 1

Brescia: 1996-1997
- Lega Pro Prima Divisione: 1

Gallipoli: 2008-2009
- Supercoppa di Lega di Prima Divisione: 1

Gallipoli: 2009
- Coppa Italia Serie D: 1

Matera: 2009-2010